# Humbert III van Beaujeu
Humbert III van Beaujeu (1120 - 1192) was heer van Beaujeu in het hertogdom Bourgondië.

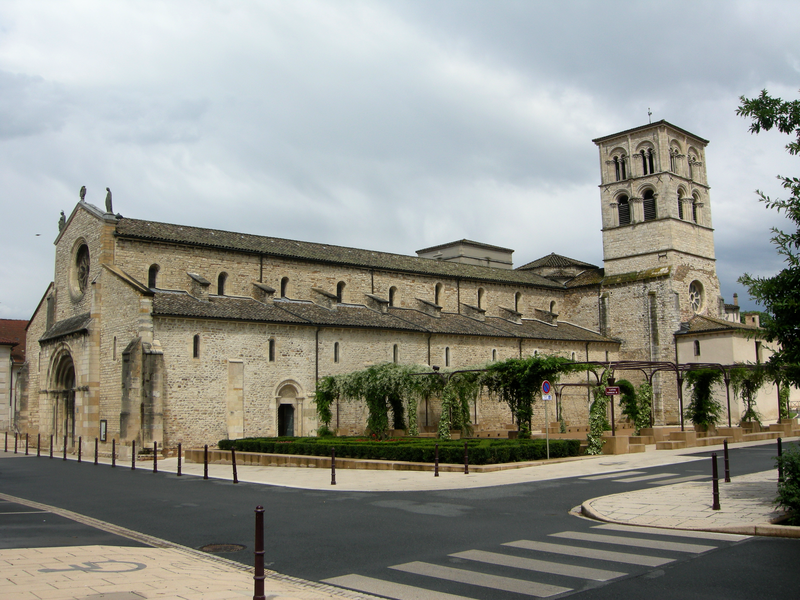
De abdijkerk van Belleville, grafkerk van het huis Beaujeu

Hij was een zoon van Guichard III van Beaujeu en Lucienne de Rochefort-Montlhéry. Humberts vader werd als weduwnaar monnik in de Abdij van Cluny. Om zijn jonge en onervaren zoon bij te staan, verbrak hij echter zijn kloostergeloften en keerde enige tijd terug naar Beaujeu. In 1140 stichtte Humbert de stad Villefranche als marktplaats en als versterking tegen de aartsbisschoppen van Lyon. Ook aan Belleville verleende hij een stadscharter. De abdij van Belleville, gesticht als priorij door zijn vader, liet hij verder uitbouwen en van de abdijkerk maakte hij de grafkerk van het huis Beaujeu.
Na een visioen vertrok Humbert op kruistocht en vervoegde in het Heilige Land de tempeliers ondanks het feit dat hij al gehuwd was. Omdat Beaujolais bedreigd werd door zijn buren, keerde hij terug naar Beaujeu. Hij slaagde erin de burggraaf van Mâcon te verslaan. Ook verdedigde hij met gewapende arm de belangen van de Abdij van Cluny, een abdij waaraan zijn voorgangers rijkelijke schenkingen hadden gedaan. In zijn conflict met de aartsbisschop van Lyon ging hij een bondgenootschap aan met de burggraaf van Mâcon en de graaf van Forez. Niet enkel op het slagveld maar ook als diplomaat wist hij de macht van Beaujolais te verstevigen.
Humbert III huwde met Alix van Savoie. Een eerste zoon uit dit huwelijk, Guichard, overleed op jonge leeftijd en werd begraven in de abdijkerk van Belleville. Zijn zoon Humbert IV (1142 - 1189) kwam in opstand tegen zijn vader en bedreigde de kerkelijke bezittingen van Cluny in Bourgondië. Dit leidde tot een strafexpeditie van koning Filips II van Frankrijk. In 1184 verzoende de aartsbisschop van Lyon vader en zoon.